# Catedral de Nuestra Señora de la Encarnación (San Miguel de Tucumán)
La catedral de la ciudad argentina de San Miguel de Tucumán es la iglesia matriz de tal ciudad, fundada en el siglo XVI y que se constituyó como sede del obispado de Tucumán en 1897, y en 1957 de la arquidiócesis de Tucumán y cabecera de la actual provincia eclesiástica de Tucumán.

## Historia
El actual sitio catedralicio data de la fecha de traslado de la ciudad de San Miguel de Tucumán desde su original emplazamiento  fundacional en Ibatín en 1685, por el gobernador don Fernando de Mendoza y Mate de Luna siendo durante mucho tiempo un humilde edificio de adobes con techo a dos aguas de "tejas musleras" manteniendo entonces algunos sencillos detalles del estilo barroco colonial hispanoamericano.
A mediados del siglo XIX, el gobierno de la provincia bajo el mando de Celedonio Gutiérrez,  decidió construir un nuevo templo para sede de la Iglesia Matriz. Con este fin se confió el diseño y la dirección de las obras al arquitecto de origen vasco-francés Pierre Etcheverry (Pedro Etcheverry dado que se afincó en Argentina), quien concluyó el  edificio con el aspecto actual. El nuevo edificio fue una de las grandes construcciones religiosas en estilo ecléctico en el norte del país, lo que llamó la atención de viajeros y otros publicistas. Su pórtico hexástilo y su interior neoclásico, sus torres italianizantes combinadas con cúpulas y campanarios bizantinos
El nuevo templo fue consagrado el 19 de febrero de 1856, contando con la bendición del vicario Fray Mamerto Esquiú.

## Descripción

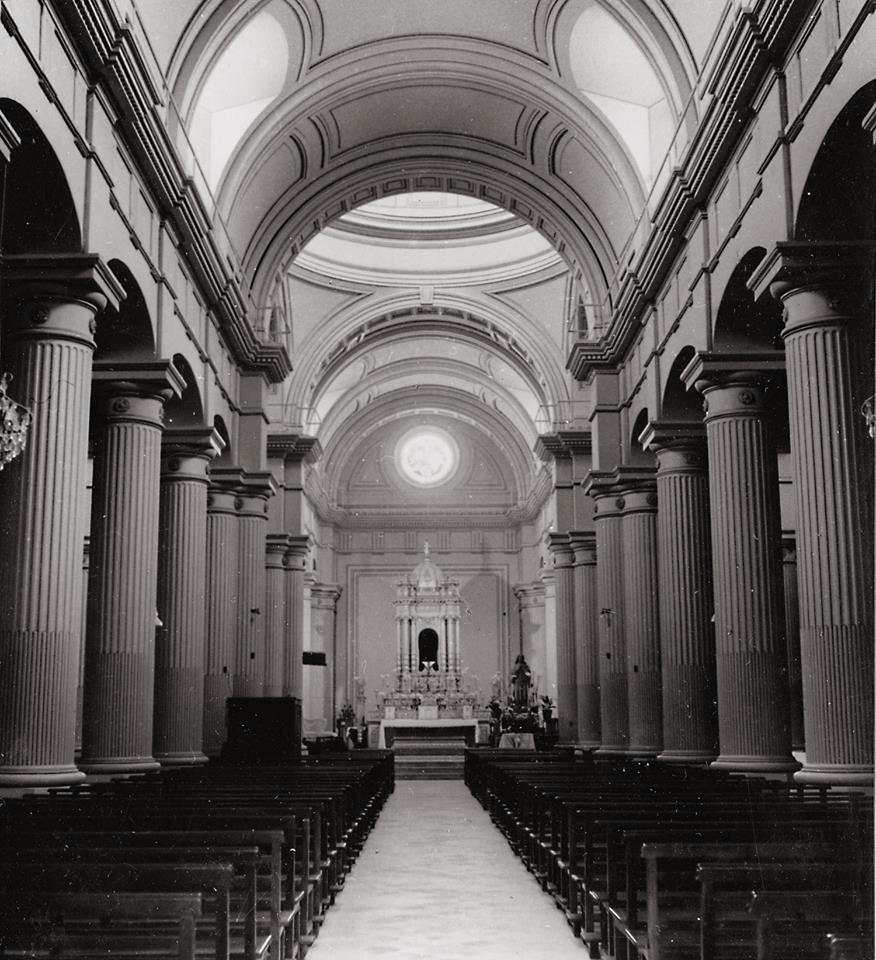
Vista del interior de la Catedral de San Miguel de Tucumán hacia el año 1900, previo a las reformas realizadas en la década de 1940. Fotografía de la Comisión Nacional de Monumentos y Lugares Históricos de la Argentina.

La catedral se ubica en la calle 24 de septiembre frente a la Plaza Independencia, la antigua Plaza Mayor de la ciudad. El edificio posee una planta basilical en cruz latina con una amplia nave techada a dos aguas y, a los costados frontales, dos altas torres de cinco planos o pisos incluyendo las cúpulas (aunque exteriormente solo aparecen tres), cada una de las torres flanquea simétricamente al amplio pórtico y nártex. El crucero del transepto está sobremontado por una cúpula en "media naranja" que se eleva sobre un tambor cilíndrico en el cual se abren ocho ventanales. En la cima de la cúpula se ubica una linterna, la cúpula está recubierta de mosaicos en los cuales predominan los colores de la Bandera Argentina.

Los arquitectos han sabido yuxtaponer armónicamente diversos estilos (neoclásicos, renacentistas y barrocos) algo típico del llamado estilo ecléctico muy en boga en las construcciones, particularmente las eclesiales, del periodo que va desde comedios del siglo XIX hasta las primeras décadas del siglo XX.

### La fachada
La fachada planteada de esta catedral presenta principalmente detalles neoclásicos. Las dos torres encuadran a la fachada constituyendo tres etapas; la etapa inferior, al nivel del gran pórtico está ornada con elevadas columnas dóricas. El orden jónico aparece en la etapa intermedia mientras que el corintio es el que surge en la etapa superior de las torres. El gran frontispicio que adorna la parte superior del pórtico está sostenido por seis fuertes aunque esbeltas por su elevación columnas dóricas, cuatro de estas columnas se encuentran apareadas. El frontispicio triangular es el principal detalle neoclásico y está dotado de un importante friso esculpido en mármol por el escultor Juan Bautista Finochiaro, en este bajorrelieve está representado el Éxodo: Moisés en el desierto descansa momentáneamente a la sombra de un árbol y el pueblo israelita le trae al profeta un gran conjunto de racimos lo cual sería alusión a la ciudad de Tucumán que se halla en el centro de un fertilísimo vergel.

Sobre el frontispicio, en la mitad de la simetría, se alza una estatua en mármol blanco de la Virgen María.También resulta interesante la escultura en madera de Cristo Crucificado que se encuentra en el lado izquierdo del vestíbulo, y que es objeto de veneración constante de los transeúntes.

## Interior

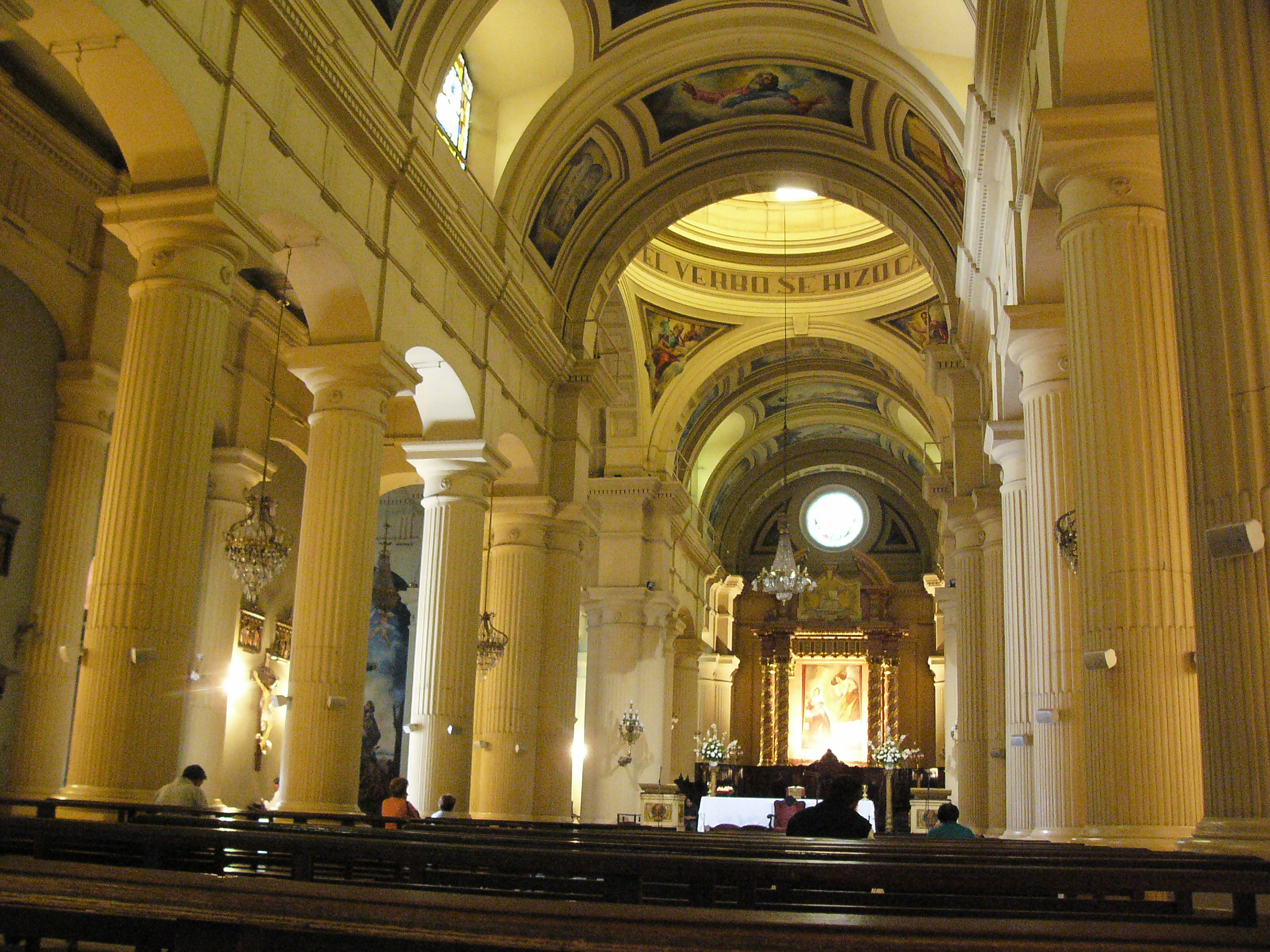
Interior clásico de la Catedral

El interior de esta catedral es bastante amplio, la sensación de amplitud está potenciada por el uso de columnas esbeltas que mantienen elevado al techo y por una buena iluminación natural. La iglesia posee dos antiguas y pequeñas estatuas de san Judas Tadeo y san Simón en recordatorio de los patronos de Tucumán a los cuales se venera tras una victoria sobre los calchaquíes en octubre de 1578 momento en el cual la ciudad de origen europeo casi fue destruida por el pueblo nativo.
El interior templo fue sometido a una amplia refacción entre 1938 y 1940, resultando de estos trabajos, el actual aspecto neoclásico de las naves y la decoración.  A falta de un importante altar mayor, se puede observar una buena réplica en óleo de La Anunciación de El Greco, mientras que el gran arco previo al coro está decorado con bellos frescos cuya temática principal es la Creación del Mundo por Dios, tales frescos son obra de Félix Revol.
Entre los otros varios elementos de interés se encuentran diversas estatuas articuladas, moldeadas y talladas y luego minuciosamente pintadas del santoral cristiano, antiguos cuadros, exvotos, candelabros (incluidos los mal llamados "tenebrarios" que proveen de mucha luz merced a sus numerosas velas –candelas o bujías–), en una de las naves laterales. También en uno de los brazos del transepto se puede observar una  cruz  de madera de quebracho, la cual se considera tradicionalmente data de la época fundacional de la ciudad en la antigua localidad de Ibatín, y a la cual se le atribuye algún carácter milagroso.
En el interior se encuentran los sepulcros de varios importantes personajes de la historia tucumana como el obispo José Eusebio Colombres, Alejandro Heredia y Gregorio Aráoz de Lamadrid.
Las dos torres están coronadas por sendas cúpulas rojizas bulbiformes de estilo rococó (aunque comúnmente se les dice de "estilo ruso") las dos cápulas se encuentran culminadas parejamente en sendos orbes, en ellas las importantes campanas de bronce son anteriores al actual edificio ya que fueron fundidas en Chuquisaca en tiempos del dominio español en esa provincia altoperuana. En la torre ubicada a la izquierda se encuentra un antiguo reloj mural que perteneció al Cabildo de Tucumán. Éste reloj fue adquirido en Gran Bretaña en la década de 1840 y transportado a San Miguel de Tucumán, dónde el gobernador Celedonio Gutiérrez ordenó su instalación en la torre del antiguo edificio consistorial. Luego de la inauguración de la actual Casa de Gobierno en 1912, el reloj fue colocado en la torre de la catedral dónde se encuentra actualmente.